# Hippemolgis
Els hippemolgis (en grec antic ἱππημολγοὺς), són un conjunt de tribus mítiques d'origen escita, esmentades a la Ilíada d'Homer.
Els Hippemolgis estan descrits conjuntament amb els Galactophages i els Abiens com a genets i pastors, nòmades armats amb fletxes que es mouen en grans vagons. Segons l'Asian Journal de 1855, les paraules galactophages i hippemolgis encara podrien aplicar-se avui als Calmuccas, un poble nòmada que vaga per les estepes entre el Don i el Volga. Els Hippemolgis, el nom dels quals significa "munyidors d'eugues", van ser esmentats només una vegada per Homer. Robert Flacelière diu que són d'origen escita. En el començament de la Cançó II, Leconte de Lisle interpreta l' α de la paraula αβίος com a privat i no intensiu en la seva traducció de 1866, i tradueix la paraula com "pobres", atribuint-lo als Hippemolgis.